# チベットの領域に関する認識と主張
チベットの領域に関する認識と主張（チベットのりょういきにかんするにんしきとしゅちょう）では、「チベット」の記事の下方単位として、チベット亡命政府および中華人民共和国政府それぞれの主張するチベットの範囲を中心として、「チベットの領域」についての認識について紹介する。

## チベット人の考える「チベットの国土」
チベット亡命政府、中国政府それぞれの「現在の主張」を紹介するに先立ち、本節ではチベット人の伝統的なチベット認識について紹介する。
チベット人が伝統的に「チベットの国土」と考えてきた領域（周縁部の諸民族との雑居地帯含む）領域は、小プーと大プー、チベット三チョルカ等として一括される地域である。
これは、中華人民共和国が民族区域自治政策に基づき、チベット民族の自治区（チベット自治区）、自治州（青海省・四川省・甘粛省・雲南省のチベット族自治州）、自治郷などを設けている領域の総和（チベットの項の付図において歴史的チベットと称して提示されている領域）にほぼ等しい。
この領域の全域が、チベットに本拠地をおく単一の政権によって統合されていた期間はさほど長くないとされるが、吐蕃によるチベットの建国以来、この地域の住人たちの間では、文化的、経済的な一体性を背景として、一国としての観念が共有されてきた。
モンゴル帝国や明王朝の冊封を受けたこともあり、18世紀の雍正のチベット分割以降は、カム地方の東半部とアムド地方東部の諸侯たちは「兵部」から土司として冊封され、彼らの所領は四川省、青海地方などに分属して「内地」に帰属するとされていた。しかし彼ら自身が編纂させた史書をみると、文殊皇帝（＝清朝の君主）との関係を誇らしげに提示する一方、自分たちの所領がチベット（bod yul）から分離され、中国（rgya nag）に移管されたなどとはまったく考えておらず、一貫してチベット三チョルカの一部を構成していると考え続けていたことがわかる。
中国語で「西蔵」と名付けられた地域の領域は、チベット人が伝統的に「チベットの国土」と考えてきた上記の領域のうち、西南方の2分の1程度に相当する。

## 漢民族の歴史的な地域概念
チベットに対する中国語の呼称としては、吐蕃以来、「吐蕃」が用いられてきた。17世紀末、清代の文献にも、当時チベットを支配していたダライ・ラマやグシ・ハン王朝の勢力を「吐蕃」と呼んだ例がみられる。
このほか、チベット全体をさす清代の漢字表記としては唐古特、土伯特などもある。
これに対し、漢籍における「西蔵」という呼称は、チベットの西南部二分の一程度を占めるタンラ山脈以南、ディチュ河(金沙江)以西の地域に対する呼称、もしくはダライラマ勢力の代名詞としての用例が大部分であり、チベット全土をさす呼称として用いられた例はきわめて少ない。
以下は、中国国内で活動する宗教団体による2008年の用例。チベット全域を指す呼称としては「藏区」が用いられ、「西藏」はその一部分と認識されている。

チベットと言えば、人々は祖国の南西辺境にある青い空と白い雲の下に比類なくそびえ立つ「西藏」をとても自然に思い起こす。そこでは悠揚と念仏が唱えられ、経文を印刷した旗が僧院の金瓦の屋根に翩翻とたなびいている。ツァンパや牛・羊の肉を食べ、バター茶やチンコー酒を飲み、酸素の希薄な高原の大気と強烈な紫外線にさらされて、私は肌が浅黒く、身体壮健な、馬を自由に駆るチベット族同胞と向き合う・・・。

「西藏」が中国チベットの中心であり、世界仏教のなかで独特の一大体系をなしているチベット仏教の聖地であることは疑いもない。しかしながら、中国チベットは、「西藏」だけがそうなのではなく、チベット高原の東部・東北部外縁の青海、甘粛、四川、雲南等の省内の草原上に位置するものであり、そして広大な「チベット族」の「集住地域」に広がっているものなのである。チベット民族の伝統的な習慣では、この(=「チベット」)の中には「アムド人のチベット」と「カム人のチベット」も含まれ、これらは過去に「衛藏」と呼ばれた「西藏」とともに、中国の「3チベット」を形成しているのである。

## 中国の行政区画としての「西蔵地方」

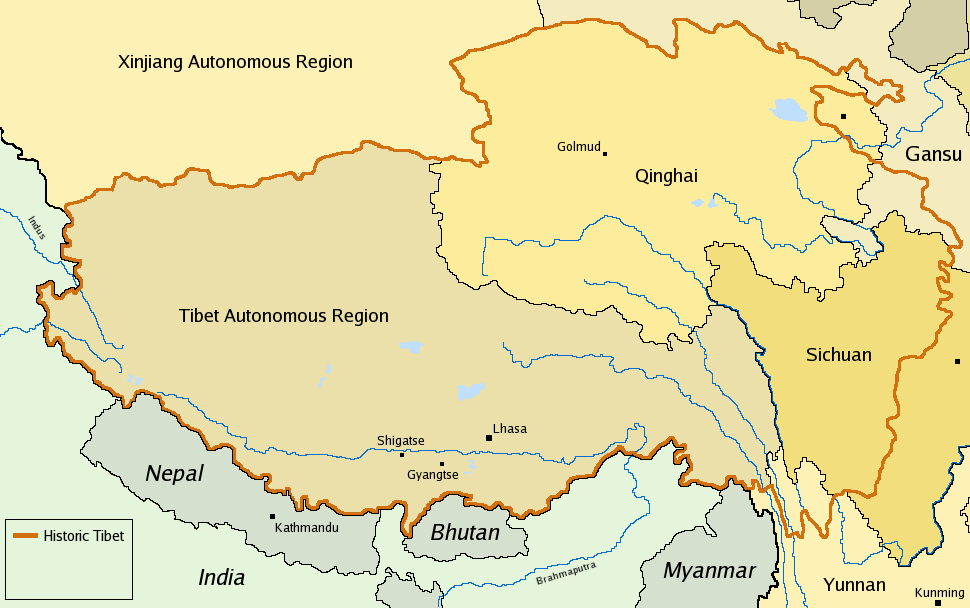
中国が設置したチベット系民族の自治行政体の領域。チベット自治区が、四川省、青海省、新疆ウイグル自治区に隣接している

中華人民共和国政府が設置した省規模の「民族区域自治」の単位としては、内蒙古自治区、広西壮族自治区、西蔵自治区、新疆維吾爾自治区、寧夏回族自治区の五つがある。これらの呼称について、広西、新疆、寧夏は『地名+「民族自治」を行う「主体民族」の名称』というパターンであるのに対し、内蒙古、西蔵はいずれも地名のみである。	 

### 「西蔵」認識の変遷
「西蔵」として区画されている領域に対するチベット語の呼称としてはまったく別の固有名詞「プー(bod)」が附されており、この領域を「西蔵」と称するのは、中国からの視点での呼称である。
滅亡直前の清朝や、清朝にかわって中国の政権を握った中華民国の歴代政権は、チベットのアムド地方やカム地方に、西康省や、青海省などの諸省を設け、これらを中国の「内地」と位置づけて、チベットそのものとは切り離し、「西蔵」部分のみをチベットと称する政策を採った。
歴代の中国政府がチベットに関する自身の立場を世界の様々な言語によって発信する際の用語をみると、「西蔵」部分のみを指す訳語として、従来その言語でチベットに対する総称として用いられていた語彙（チベット語の「bod(プー)」、日本語の「チベット」、英語の「Tibet」等）が用いられている。

### 中国共産党政府の認識
中国共産党は、当初これとは別個の「チベット」の枠組みを掲げていた時期もあったが、1949年の中国人民政府の樹立以降、現在は「西蔵」のみを「チベット(Tibet)」と認識している。
中国共産党が出版・刊行する日本語文献においては「西蔵地方」「西蔵自治区」に等置される訳語として「チベット地方」「チベット自治区」という用語が用いられる。
中共政府は、現在、チベットの大部分を統治下においているが、この領域を統一的にチベットの「民族区域自治」単位とするのではなく、五つの省級自治体に分属させている。

#### 中国共産党によるチベット人人民共和国
かつて中国共産党は、長征の際、西蔵とはディチュ河を挟んだ対岸（カンゼ州）に暮らすチベット人たちを組織して「チベット人政権の全国大会」を開催させ、「チベット人人民共和国」を樹立させた。この「共和国」は当のチベット人自身の参加も少なく、共産党軍がこの地を去るのにともない消滅した。
この「チベット人人民共和国」は、国共内戦当時、中国共産党が樹立した中華ソビエト共和国において、「中華連邦」に自由に加盟し、また離脱する権利を有する「民主自治邦」として樹立されたものであった。

#### 西康省蔵族自治区・四川省併合・西蔵自治区
また、国共内戦で共産党が国民党に勝利すると、1950年にはこの地に西康省蔵族自治区という一省の全域を領域とする民族区域自治単位を設立した。
1955年になると、この省を廃止して州に格下げし、四川省に併合、1965年に西蔵自治区が発足したのちも、四川省に属したまま現在に至っている。

## チベット亡命政府による「チベットの統合」要求
チベット亡命政府は、中国が「西蔵」部分のみを「チベット」とすることに対して、チベットを分割、縮小しようとするものとして非難している。
チベット問題解決のため中国政府に対して要求した「チベットの真の自治」の条件の一つとして、「チベット人の自治行政単位の統合」を挙げている。
中国政府は、チベット亡命政府の統合要求に対し、上記の領域が「歴史上いちどたりとも統合されたことがない」と拒否している。
国家民族事務委員会は以下の三点から、チベット政府の要求は、非現実的として反論した。
- 1)「チベット地方」と、四川・甘粛・青海・雲南の一部地域からなる諸地方は、地図の上では隣り合っていて、チベット人がまとまって共同体をいくつも形成している地域ではあるが、山脈によって物理的に隔絶されているため、歴史的に統合されたことがない。
- 2)これらの多様な諸地方は経済的、文化的発展が十分ではないため、統合された経済圏をつくることができない。
- 3)一つの自治区としてのサイズを考えるなら、ことなる民族集団の平等の権利が保護され、民族の一体性が強化されるべきであるに留まらず、自治区の管理と経済的、文化的発展をも考慮せねばならない。全てのチベット人共同体を包含し、かくも広大な領域を覆うような単一の自治区を設けても、経済的、文化的発展を支えることはできずに、かえってこの地方の自治にマイナスの影響を及ぼすだろう。